# Colias boothi
Colias boothi är en fjärilsart som beskrevs av Curtis 1835. Colias boothi ingår i släktet Colias och familjen vitfjärilar. Inga underarter finns listade i Catalogue of Life.